# Relógio do Juízo Final

O Relógio do Juízo Final retratado em sua configuração de 2025 de "89 segundos para a meia-noite"

O Relógio do Juízo Final ou Relógio do Apocalipse (do inglês: Doomsday Clock) é um relógio simbólico, mantido desde 1947 pelo comitê da organização Boletim dos Cientistas Atómicos da Universidade de Chicago, que utiliza uma analogia onde a raça humana está a "minutos para a meia-noite", onde este horário representa a destruição por uma guerra nuclear.
Desde sua introdução, o relógio vem aparecendo na capa de cada exemplar do Bulletin of the Atomic Scientists. A primeira representação do relógio foi produzida em 1947, quando a artista norteamericana Martyl Langsdorf (esposa do físico Alexander Langsdorf Jr. do Projeto Manhattan) foi convidada pelo cofundador da revista Hyman Goldsmith para desenhar uma capa para a edição de Junho.
O número de minutos para a meia-noite, uma medida do nível nuclear, de aparelhamento e tecnologias envolvidas, é atualizado periodicamente.

## Configuração
"Meia-noite" tem um significado mais profundo além da constante ameaça de guerra. Vários elementos são levados em consideração quando os cientistas do Bulletin of the Atomic Scientists decidem o que a meia-noite e a "catástrofe global" realmente significam em um determinado ano. Eles podem incluir "política, energia, armas, diplomacia e ciência do clima"; as fontes potenciais de ameaça incluem ameaças nucleares, mudanças climáticas, bioterrorismo e inteligência artificial. Os membros do conselho julgam Midnight discutindo o quão perto eles acham que a humanidade está do fim da civilização. Em 1947, no início da Guerra Fria, o Relógio foi iniciado marcando sete minutos para a meia-noite.

## Flutuações e ameaças
Antes de janeiro de 2020, os dois pontos mais baixos empatados para o Relógio do Juízo Final foram em 1953 (quando o Relógio foi ajustado para dois minutos até meia-noite, depois que os EUA e a União Soviética começaram a testar bombas de hidrogênio) e em 2018, após o fracasso de líderes mundiais para lidar com as tensões relacionadas a armas nucleares e questões de mudança climática. Em outros anos, o tempo do Relógio foi de 17 minutos em 1991 para 2 minutos e 30 segundos em 2017. Discutindo a mudança para 2 minutos em 2017, o primeiro uso de uma fração na história do Relógio, Lawrence Krauss, um dos cientistas do Bulletin, alertou que os líderes políticos devem tomar decisões com base em fatos, e esses fatos "devem ser levados em consideração se o futuro da a humanidade deve ser preservada." Em um anúncio do Boletim sobre o status do Relógio, eles chegaram a pedir ação de funcionários públicos "sábios" e cidadãos "sábios" para fazer uma tentativa de afastar a vida humana da catástrofe enquanto os humanos ainda podem.
Em 24 de janeiro de 2018, os cientistas mudaram o relógio para dois minutos para a meia-noite, com base nas maiores ameaças no reino nuclear. Os cientistas disseram, sobre os movimentos recentes da Coreia do Norte sob Kim Jong-un e a administração de Donald Trump nos EUA: "A retórica hiperbólica e as ações provocativas de ambos os lados aumentaram a possibilidade de uma guerra nuclear por acidente ou erro de cálculo".
O relógio permaneceu inalterado em 2019 devido às ameaças gêmeas de armas nucleares e mudanças climáticas, e o problema dessas ameaças sendo "exacerbado no ano passado pelo aumento do uso de guerra de informação para minar a democracia em todo o mundo, ampliando o risco dessas e outras ameaças e colocando o futuro da civilização em perigo extraordinário".
Em 23 de janeiro de 2020, o Relógio foi movido para 100 segundos (1 minuto e 40 segundos) antes da meia-noite. O presidente executivo do Bulletin, Jerry Brown, disse que "a perigosa rivalidade e hostilidade entre as superpotências aumenta a probabilidade de um erro nuclear... A mudança climática apenas agrava a crise". A configuração "100 segundos para a meia-noite" permaneceu inalterada em 2021 e 2022.
Em 24 de janeiro de 2023, o Relógio foi movido para 90 segundos (1 minuto e 30 segundos) antes da meia-noite, o que significa que a configuração atual do Relógio é o mais próximo que já esteve da meia-noite desde sua criação em 1947. Esse ajuste foi amplamente atribuído a o risco de escalada nuclear que surgiu com a invasão russa da Ucrânia em 2022. Outros motivos citados incluem mudanças climáticas, ameaças biológicas como a COVID-19 e riscos associados à desinformação e tecnologias disruptivas.

## Recepção
O Relógio do Juízo Final tornou-se uma metáfora universalmente reconhecida de acordo com o The Two-Way, um blog da NPR. De acordo com o Bulletin, o Relógio atrai mais visitantes diários ao site do Boletim do que qualquer outro recurso.
Anders Sandberg, do Future of Humanity Institute, afirmou que a "bolsa de ameaças" atualmente misturada pelo Relógio pode induzir a paralisia. As pessoas podem ter mais chances de sucesso em desafios menores e incrementais; por exemplo, tomar medidas para evitar a detonação acidental de armas nucleares foi um passo pequeno, mas significativo, para evitar a guerra nuclear. Alex Barasch em Slate argumenta que "Colocar a humanidade em alerta permanente e geral não é útil quando se trata de política ou ciência", e critica o Bulletin por não explicar nem tentar quantificar sua metodologia.
O psicólogo cognitivo Steven Pinker criticou duramente o Relógio do Juízo Final como um golpe político, apontando para as palavras de seu fundador de que seu propósito era "preservar a civilização assustando os homens para a racionalidade". Ele afirmou que é inconsistente e não se baseia em nenhum indicador objetivo de segurança, usando como exemplo estar mais longe da meia-noite em 1962 durante a Crise dos Mísseis de Cuba do que no "muito mais calmo 2007". Ele argumentou que era outro exemplo da tendência da humanidade ao pessimismo histórico e comparou-o a outras previsões de autodestruição que não foram cumpridas.
Os meios de comunicação conservadores frequentemente criticam o Bulletin e o Relógio do Juízo Final. Keith Payne escreve na National Review que o Relógio superestima os efeitos de "desenvolvimentos nas áreas de testes nucleares e controle formal de armas". Tristin Hopper no National Post reconhece que "há muitas coisas com que se preocupar em relação à mudança climática", mas afirma que a mudança climática não está no mesmo nível que a destruição nuclear total. Além disso, alguns críticos acusam o Bulletin de promover uma agenda política.

## Linha do tempo
O relógio foi iniciado em sete minutos para a meia-noite durante a Guerra Fria em 1947, e tem sido posteriormente avançado ou retrocedido em intervalos regulares, dependendo do estado mundial e da perspectiva de uma guerra nuclear. O ajuste é relativamente arbitrário, feito pela diretoria do Bulletin of the Atomic Scientists em resposta aos acontecimentos mundiais.
O ajuste do relógio não tem sido feito rápido o suficiente para denotar certos eventos. A crise dos mísseis de Cuba em 1962, por exemplo, alcançou seu auge em algumas semanas, e o relógio não foi ajustado durante aquele período, provavelmente esse evento seria a tão temida "meia noite" da humanidade. Não obstante, alterações no relógio geralmente atraem atenção.
Em 26 de Janeiro de 2017, houve um avanço de três para dois minutos e trinta segundos para a meia-noite, a primeira mudança com uso de fração desde 1947.
Em 25 de Janeiro de 2018, foi anunciado um avanço para dois minutos para a meia-noite. A última vez que o relógio marcou esta hora foi em 1953, quando os Estados Unidos e a União Soviética testavam dispositivos termonucleares.
Em 23 de janeiro de 2020, foi anunciado um avanço para 100 segundos (1 minuto e 40 segundos) para a meia-noite. Foi o marco mais próximo da meia-noite desde da criação do Relógio, em 1947.
Em 27 de janeiro de 2021 foi anunciado que os ponteiros do Relógio do Juízo Final não avançariam e continuaria a mostrar o mesmo horário definido no ano passado: 100 segundos para a meia-noite.
Os ponteiros do relógio já se moveram 24 vezes em resposta aos eventos internacionais desde seu início em sete minutos para meia-noite, em 1947. Quanto mais baixo o ponto no gráfico, maior a probabilidade de uma catástrofe nuclear.
| Ano  | Min. restantes | Tempo    | Mudança | Motivo | Imagem |
| ---- | -------------- | -------- | ------- | --- | ------ |
| 1947 | 7:00           | 23:53    | —       | A contagem inicial do Relógio do Juízo Final. |        |
| 1949 | 3:00           | 23:57    | -4      | A União Soviética testa sua primeira bomba atômica. |        |
| 1953 | 2:00           | 23:58    | -1      | Os Estados Unidos e a União Soviética testam dispositivos termonucleares no intervalo de nove meses entre um e outro. |        |
| 1960 | 7:00           | 23:53    | +5      | Em resposta a uma percepção de um aumento da cooperação científica e compreensão pública dos perigos de armas nucleares. |        |
| 1963 | 12:00          | 23:48    | +5      | Os Estados Unidos e a União Soviética assinam o Tratado de Interdição Parcial de Ensaios Nucleares, limitando testes nucleares atmosféricos. |        |
| 1968 | 7:00           | 23:53    | -5      | França e China adquirem e testam armas nucleares (1960 e 1964 respectivamente); guerras no Oriente Médio, subcontinente indiano, e a Guerra do Vietnã. |        |
| 1969 | 10:00          | 23:50    | +3      | O Senado dos EUA ratifica o Tratado de Não Proliferação de Armas Nucleares. |        |
| 1972 | 12:00          | 23:48    | +2      | Os Estados Unidos e a União Soviética assinam o Acordo de Limitação de Armamentos Estratégicos (SALT I) e o Tratado Anti-míssil balístico. |        |
| 1974 | 9:00           | 23:51    | -3      | Índia testa um dispositivo nuclear (Smiling Buddha). |        |
| 1980 | 7:00           | 23:53    | -2      | Outros impasses nas conversações EUA - URSS provocam guerras nacionalistas e ações terroristas. |        |
| 1981 | 4:00           | 23:56    | -3      | Intensifica-se a corrida armamentista; conflitos no Afeganistão, África do Sul, e Polônia aumentam a tensão mundial. |        |
| 1984 | 3:00           | 23:57    | -1      | Nova escala da corrida armamentista nos EUA na política de Ronald Reagan. |        |
| 1988 | 6:00           | 23:54    | +3      | Os EUA e a União Soviética assinam um tratado para eliminar as forças nucleares de alcance intermédio; melhoram as relações. |        |
| 1990 | 10:00          | 23:50    | +4      | Queda do Muro de Berlin; sucesso nos movimentos anti-comunistas na Europa Ocidental; Guerra Fria próxima ao fim. |        |
| 1991 | 17:00          | 23:43    | +7      | Os Estados Unidos e a União Soviética assinam o Tratado de Redução de Armamentos Estratégicos (Strategic Arms Reduction Treaty). O relógio está na sua maior distância da meia-noite até hoje. |        |
| 1995 | 14:00          | 23:46    | -3      | Despesas militares globais continuam nos níveis da Guerra Fria; preocupações com a inteligência e a proliferação de armas nucleares soviéticas. |        |
| 1998 | 9:00           | 23:51    | -5      | Índia e Paquistão testam armas nucleares; Estados Unidos e Rússia entram em dificuldades em reduzir os estoques. |        |
| 2002 | 7:00           | 23:53    | -2      | Pequeno progresso sobre o desarmamento nuclear global; Estados Unidos rejeita uma série de tratados de controle de armamento e anuncia a sua intenção de se retirar do Tratado Anti-Mísseis Balísticos; terroristas procuram adquirir armas nucleares. |        |
| 2007 | 5:00           | 23:55    | -2      | Recente teste nuclear da Coreia do Norte; ambições nucleares do Irã. Novo interesse dos EUA sobre a utilidade militar de armas nucleares; a não suficiente adequação dos materiais nucleares, bem como a continuação de cerca de 26000 armas nucleares nos Estados Unidos e na Rússia. Especialistas avaliam os riscos para a civilização ter acrescentado o Aquecimento Global e a perspetiva de uma aniquilação nuclear como as maiores ameaças à humanidade.                 |        |
| 2010 | 6:00           | 23:54    | +1      | Cooperação mundial para reduzir arsenais nucleares e compromissos para limitar as emissões de gases que comprometem a estabilidade climática. |        |
| 2012 | 5:00           | 23:55    | -1      | Piora na situação mundial devido aos perigos de proliferação nuclear e mudança climática. |        |
| 2015 | 3:00           | 23:57    | -2      | Os líderes globais, “falharam em agir na velocidade ou escala requerida para proteger os cidadãos de uma potencial catástrofe, seja pelo aquecimento global ou na luta contra a corrida armamentista nuclear”. |        |
| 2017 | 2:30           | 23:57:30 | -1⁄2    | Aumento do nacionalismo, comentários do presidente dos Estados Unidos, Donald Trump, sobre as armas nucleares, a ameaça de uma renovada corrida armamentista entre os EUA e a Rússia e a descrença no consenso científico sobre a mudança climática pela Administração Trump. Este é o primeiro uso de uma fração no tempo. |        |
| 2018 | 2:00           | 23:58    | -1⁄2    | Significativos avanços na tecnologia de armas nucleares norte-coreana, ações provocativas trocadas entre Coreia do Norte e Estados Unidos. Até então, a última vez que o relógio esteve tão perto da meia noite foi em 1953. |        |
| 2019 | 2:00           | 23:58    | 0       | Os líderes mundiais não reconheceram ou realizaram esforços para que a situação climática global tenha melhorado. |        |
| 2020 | 1:40           | 23:58:20 | −1⁄3    | O fracasso dos líderes mundiais em lidar com ameaças cada vez mais prováveis de guerra nuclear, como o fim do Tratado de Forças Nucleares de Alcance Intermediário (INF) entre os Estados Unidos e a Rússia, bem como o aumento das tensões entre os EUA e o Irã, fracasso contínuo no combate às mudanças climáticas e a pandemia de coronavírus (Covid-19). |        |
| 2023 | 1:30           | 23:58:30 | −1⁄6    | A ameaça a estabilidade global e aumenta o temor de uma guerra nuclear, além da falta de empenho das potências mundiais em combater as mudanças climáticas. Os ponteiros do relógio permaneceram imóveis nos anos de 2021 e 2022, porém agora estão ainda mais próximos da meia-noite. |        |
| 2024 | 1:30           | 23:58:30 | 0       | Continua tendências para catástrofes globais. Continua a Guerra entre a Rússia e a Ucrânia, aumento de dependência de armas nucleares com a China, Rússia e Estados Unidos da America. O Inicio da Guerra Israel-Hamas que pode ser ampliado e pode se tornar um conflito maior no oriente médio, sem contar que o anos de 2023 se tornou o ano de maior temperatura já registrada. Esta é a 2ª posição mais próxima do relógio à meia-noite, excedendo a de 1953, 2018 e 2020. |        |
| 2025 | 1:29           | 23:58:31 | -1/60   | Pela 1ª vez a queda de somente 1 segundo, mas mesmo assim importante, mostra lideres não mudando o movimento, continuando a Guerra entre a Rússia e a Ucrânia pelo 3º ano, mais um recorde de maior temperatura registrada no planeta Terra e as intenções de incluir IA em armas de destruição em massa. Atualmente é a posição mais proxima que o relógio chega à meia noite.                                                                                                 |        |